# Klaus Schröter (Literaturwissenschaftler)

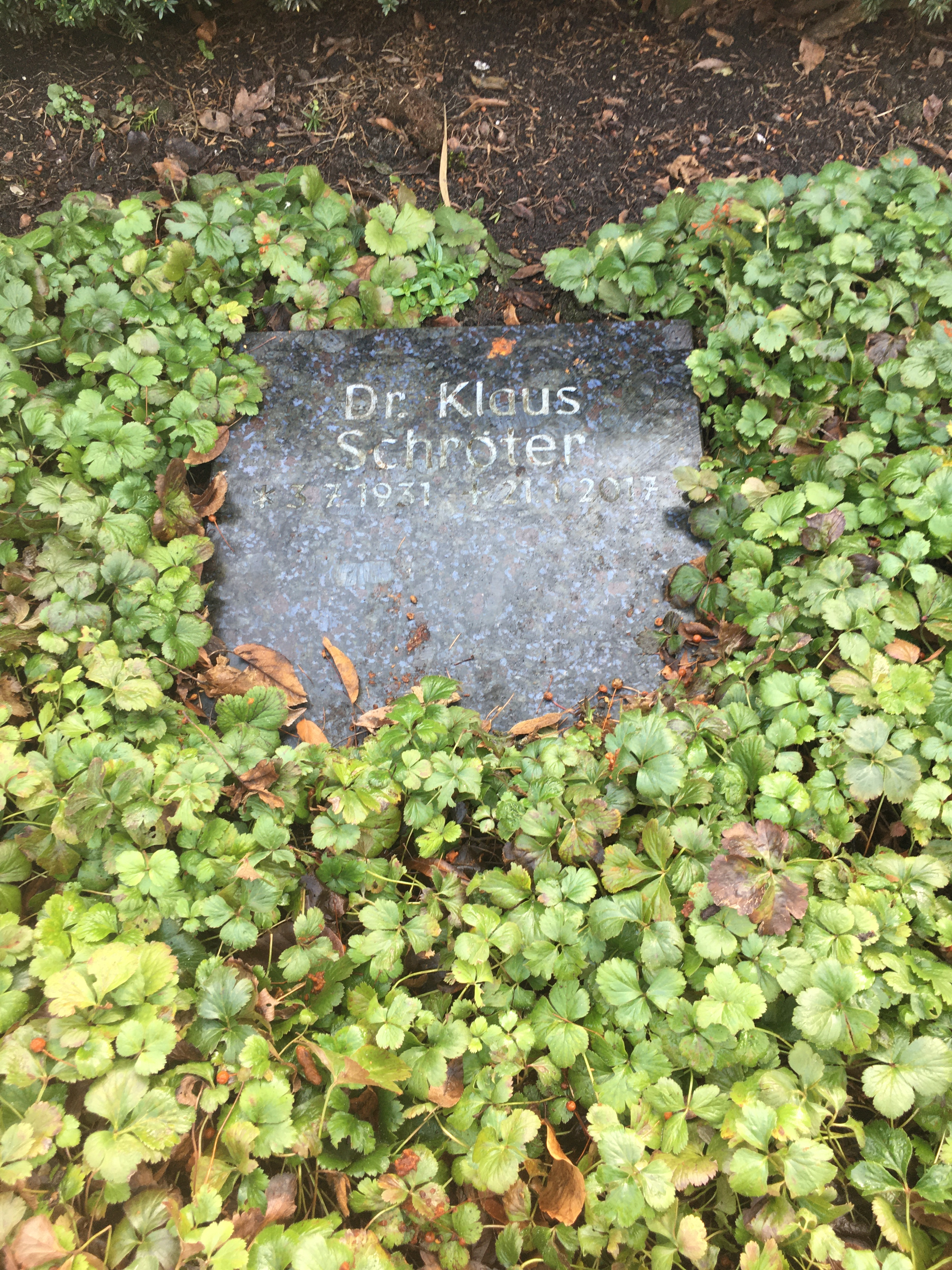
Grabstätte Klaus Schröter

Klaus Max Paul Schröter (* 3. Juli 1931 in Königsberg; † 21. Januar 2017 in Hamburg) war ein deutscher Literaturwissenschaftler und Literaturhistoriker.

## Leben und Wirken
Klaus Schröter war der Sohn von Hans Schröter und Ilse Schröter geb. Brummund.
Von 1957 bis 1969 war er an der Universität Hamburg Mitarbeiter an Bibliografien von Johann Wolfgang von Goethe und Friedrich Gottlieb Klopstock. 1961 wurde er mit einer Arbeit über Heinrich Mann zum Dr. phil. promoviert. 1966/1967 war er Associate Professor an der Stony Brook University im Hochschulverbund der State University of New York.
Von 1969 bis 1972 war er Professor für vergleichende Literaturwissenschaft an der Columbia University, wo er auch Berater für Deutsche Sprache und Literatur bei der Bearbeitung der New Columbia Encyclopedia war. Danach war er bis 1981 Professor an der Stony Brook University und hatte Gastprofessuren an der Universität Hamburg (1974/1975) und an der Universiteit van Amsterdam (1976/1977).
Zu seinen wichtigsten literaturwissenschaftlichen Werken gehören Monografien und Aufsätze über Heinrich Mann. Schröter gehörte zu einer jüngeren Generation der Literaturwissenschaft, die in Heinrich Mann nicht nur einen Ästhetizisten ausmachten, sondern auch seine Gesellschaftskritik würdigten.
Ab 1982 war er Herausgeber von Publikationen im Rowohlt Verlag. Schröter wurde durch Kurzbiographien über berühmte Schriftsteller des 20. Jahrhunderts bekannt. Die Lebensbeschreibungen verfolgten neben der Vorstellung des Autors und seiner Werke ihre Historisierung, jedoch nicht selten durch polemische Beschreibungen. Aufgrund seiner früheren Forschung zu Heinrich Mann gehört seine Biographie zu einer weiterhin in der Forschung zitierten Quelle und ist trotz den jüngeren Heinrich Mann-Biographien Stefan Ringels und Manfred Flügges nicht überholt. Dagegen wird seine Döblin-Biographie nicht empfohlen.
Klaus Schröter war Mitglied der Germanistic Society of America und von 1972 bis 1981 deren Sekretär. Er war Mitglied der Goethe-Gesellschaft und der Deutschen Thomas Mann-Gesellschaft.
Klaus Schröter verstarb 2017 im Alter von 85 Jahren und wurde auf dem Hamburger Friedhof Ohlsdorf im Planquadrat Q 30 beigesetzt.

## Schriften
- Mitarbeit: Goethe-Bibliographie. Winter, Heidelberg 1955–1968, DNB 456776222.
- Literarische Einflüsse im Jugend- und Frühwerk von Heinrich Mann, 1892–1907. Ihre Bedeutung für sein Gesamtwerk. Dissertation. Universität Hamburg 1960, DNB 481055851.
- Thomas Mann in Selbstzeugnissen und Bilddokumenten. Anhang unter Mitarbeit von Helmut Riege. Rowohlt, Reinbek bei Hamburg 1964, DNB 454487231. 28. Auflage 1997, ISBN 978-3-499-50093-0. E-Book 2014, ISBN 978-3-644-50201-7.

Italienisch: Mondadori, Mailand 1966, DNB 578612925.
Schwedisch: Gleerup, Lund 1968, DNB 578612933.
Niederländisch: De Haan, Haarlem 1979, ISBN 90-228-4078-6.
Katalanisch: Edicions 62, Barcelona 1990, ISBN 84-297-3050-8.
Portugiesisch: Círculo de Leitores, Lissabon 1998, ISBN 972-42-1895-3 und Temas e Debates, Lissabon 2001, ISBN 972-759-395-X.
Rumänisch: Universitas, Bukarest 1998, ISBN 973-601-606-4.
Türkisch: Kavram Yayınları, Beyoğlu 1999, ISBN 975-366-154-1.
- Anfänge Heinrich Manns. Zu den Grundlagen seines Gesamtwerks. Metzler, Stuttgart 1965, DNB 454487223.
- Heinrich Mann in Selbstzeugnissen und Bilddokumenten. Anhang unter Mitarbeit von Helmut Riege. Rowohlt, Reinbek bei Hamburg 1967, DNB 458892289. 20. Auflage 2002, ISBN 978-3-499-50125-8. E-Book 2015, ISBN 978-3-644-55361-3.
- Literatur und Zeitgeschichte. Von Hase und Koehler, Main 1970, ISBN 978-3-7758-0771-5.
- Heinrich Mann. Untertan, Zeitalter, Wirkung. Metzler, Stuttgart 1971, ISBN 978-3-476-00192-4.
- Alfred Döblin in Selbstzeugnissen und Bilddokumenten. Anhang unter Mitarbeit von Helmut Riege. Rowohlt, Reinbek bei Hamburg 1978, ISBN 978-3-499-50266-8. 6. Auflage 1999.
- Heinrich Böll in Selbstzeugnissen und Bilddokumenten. Anhang unter Mitarbeit von Helmut Riege. Rowohlt, Reinbek bei Hamburg 1982, ISBN 978-3-499-50310-8. 10. Auflage 1997. E-Book 2017, ISBN 978-3-644-40096-2.

Litauisch: Baltos Lankos, Vilnius 2000, ISBN 9955-00-055-4.
- mit Helmut Riege: Johann Wolfgang Goethe. Leben – Werk – Wirkung. Econ, Düsseldorf 1983, ISBN 978-3-612-10022-1.
- Heinrich und Thomas Mann. Europäische Verlagsanstalt, Hamburg 1993, ISBN 978-3-434-50201-2.
- mit Uwe Naumann, Hans Wißkirchen: Die Manns. Rowohlt E-Book, Reinbek bei Hamburg 2017, ISBN 978-3-644-40390-1.

Herausgeber:
- Grüsse. Hans Wolffheim zum 60. Geburtstag. Europäische Verlagsanstalt, Hamburg 1965, DNB 451695941.
- Thomas Mann im Urteil seiner Zeit. Dokumente 1891–1955. Wegner, Hamburg 1969, DNB 458336211. 2. Auflage: Klostermann, Frankfurt am Main 2000, ISBN 978-3-465-03055-3.
- Johann Wolfgang von Goethe: Rede zum Shakespeare-Tag 1771. Europäische Verlagsanstalt, Hamburg 1992, ISBN 978-3-434-50102-2.
- mit Armin Huttenlocher: Um Thomas Mann. Der Briefwechsel Käte Hamburger – Klaus Schröter 1964–1990. Europäische Verlagsanstalt, Hamburg 1994, ISBN 978-3-434-50039-1.